# F. Mark Wyatt
Felton Mark Wyatt (23 maggio 1920 – 29 giugno 2006) è stato un agente segreto statunitense, appartenente alla CIA.

## Biografia
È cresciuto a Woodland, in California, e si è laureato all'Università della California, a Berkeley nel 1942. Durante la seconda guerra mondiale, è stato un ufficiale delle comunicazioni a bordo del cacciatorpediniere "Conner" che ha operato nel Pacifico. Dopo il servizio militare nella Marina degli Stati Uniti, si è laureato in affari esteri presso la George Washington University. È entrato a far parte della CIA nel 1948. Si sposò con Ann Appleton Wyatt, agente della CIA, nel 1951.
Prima inviato in Italia, Wyatt consegnò ingenti somme di denaro ai politici democristiani come parte di un'operazione su vasta scala per influenzare i risultati delle elezioni politiche del 1948. Questa operazione continuò almeno fino al 1972 (per 24 anni). Nel 1964 Wyatt fu nominato vice capo della stazione di Roma. Fu parte attiva nell'attuazione dell'Operazione Gladio durante il mandato del Ministro degli interni Mario Scelba. Dal 1968 al 1969 ha lavorato con i servizi segreti sudvietnamiti a Saigon. Nel 1970 Wyatt fu inviato a New York per spiare le Nazioni Unite. Venne poi inviato in Lussemburgo dal 1972 al 1975. Gli ultimi anni della sua vita li trascorse a Washington.